# Le Mourillon
Le Mourillon est un quartier situé dans le Sud de Toulon (La Mitre étant le lieu habité le plus méridional de la ville).

## Géographie
Les hauteurs du Mourillon, situées en Provence cristalline au sud de la dépression permienne (marquée à Toulon par l'axe est-ouest reliant les entrées des autoroutes 57 et 50), présentent un faible relief constitué de phyllades et de roches métamorphiques longuement érodées,. La presqu'île du Mourillon donne à la fois sur la petite rade et sur la grande rade, sous la forme d'une butte dont la ligne de crête est le boulevard Grignan orienté Nord-Est/Sud-Ouest, et présentant deux versants :  
- l'ubac, surtout commerçant, donne sur le boulevard Bazeilles, principale artère qui le sépare du quartier du Port-Marchand et qui recouvre l'ancien cours de l'Eygoutier ;
- l'adret, surtout résidentiel, donne sur la mer, longée par une corniche appelée « littoral Frédéric Mistral », en contrebas de laquelle se trouvent le port-abri Saint-Louis et les plages artificielles, le parking et le parc attenants, gagnés sur la mer dans les années 1970.

## Histoire
Initialement, le Mourillon (diminutif de mourre, « museau » en provençal, pour désigner la presqu'île) avait des limites floues dépassant l'actuel quartier et s'étendant depuis les zones marécageuses de l'embouchure de la rivière Eygoutier (du mot eygue ou aygue : « eau » en provençal) dans la petite rade (actuel Port Marchand) jusqu'à la corniche le long de la grande rade en passant par l'extrémité de La Mitre-Pipady. Avant le XVIIIe siècle, alors que Toulon s'abritait derrière les remparts de la vieille-ville, on trouvait ici des jardins, des vignobles, des cabanes de pêcheurs en canisses et un cimetière de galériens chrétiens de la flotte turque hivernant ici à l'époque de l'alliance franco-ottomane. Plus tard furent ajoutées une poudrière et une houillère, disparues depuis.
Les alluvions de l'Eygoutier ensablaient l'accès à la vieille darse du port de Toulon : la rivière fut donc détournée vers le sud lors de l'agrandissement de l'arsenal par Colbert en 1680. Le nouveau lit de la rivière faisait alors le tour des hauteurs du Mourillon pour aller se jeter dans le port-abri Saint-Louis, à l'ouest du fort Saint-Louis.
Le Mourillon, ouvert sur la grande rade ou rade des Vignettes (ainsi appelée en raison des vignobles riverains) avait une position militaire stratégique et plusieurs forts furent bâtis à partir du XVIe siècle pour défendre Toulon contre les navires ennemis. La Tour royale ou Grosse Tour gardait l'entrée de la petite rade sur le cap de la Manègue (ou Pipady) surmonté par la pinède de La Mitre. Le fort Saint-Louis initialement dit « des Vignettes » fut en partie détruit lors du siège de Toulon en 1707, puis reconstruit à l'identique. Du XVIIe siècle au XIXe siècle, le terrain du Polygone situé à la Mitre sert de terrain d'exercice pour les artilleurs de marine qui s'entrainent au maniement de la bombarde et du canon. Un stand de tir sera construit au XXe siècle et détruit au milieu des années 1960. Le fort Lamalgue date de la fin du XVIIIe siècle : l'émir algérien Abd El-Kader y fut emprisonné.
Le côté du Mourillon longeant la petite rade était utilisé par la Marine à partir du XVIIIe siècle pour stocker des bois de construction des vaisseaux de guerre à l'arsenal de Toulon : l'eau douce de l'Eygoutier permettait d'éviter que le mistral ne les dessèche. Vers 1820, des entrepôts à bois furent édifiés sur les terrains situés sous l'actuel quartier du Port-Marchand. On en trouvait plus d'une trentaine, ainsi que deux bassins d'immersion pour le stockage des bois et une scierie. En 1845, un incendie détruisit les stocks de bois. Par la suite, les détenus et les gardiens du bagne de Toulon y installèrent leur potager, irrigué par l'Eygoutier.
Au milieu du XIXe siècle, les bagnards bâtissent entre leur potager et La Mitre cinq cales de construction navale puis, avec le transfert du bagne de Toulon à Cayenne en Guyane et l'abandon du potager, la Marine étend son emprise sur tout l'ouest du Mourillon. Pour sécuriser ses installations, elle élève une fortification reliant le fort Lamalgue à la porte d'Italie. La porte Bazeilles est percée dans cette muraille en 1873 (actuel rond-point Bazeilles à fontaine). À la même époque apparaissent le haut immeuble appelé « tour Carrée » situé boulevard Grignan au sommet du quartier, servant de mess des officiers et d'amer signalé sur les cartes marines de l'époque, et les casernes de l'infanterie et de l'artillerie de marine qui seront rattachées en 1900 à l'Armée de Terre pour loger les troupes coloniales d'infanterie et d'artillerie.
L'ancien lit détourné de la rivière Eygoutier est recouvert pour devenir le boulevard de l'Eygoutier, renommé Bazeilles après la guerre de 1870. C'est le nom d'une localité des Ardennes non loin de Sedan où l'infanterie de Marine, dont le régiment des casernes du Mourillon, a durement combattu et perdu beaucoup d'hommes. Deux nouvelles cales de construction et réparation navale à structure métallique sont construites au début du XXe siècle. Les premières frégates cuirassées sont construites au Mourillon (Napoléon en 1850, La Gloire en 1858) ainsi que les premiers sous-marins modernes (Gymnote en 1887, Gustave Zédé en 1888). Plusieurs entreprises sous-traitantes de l'arsenal sont alors fondées et une population ouvrière s'installe autour des artères principales. La Mitre, en bord de mer, devient le quartier des officiers de marine avec ses villas : on l'appelle le « quartier des marineaux » (expression toulonnaise pour les familles d'officiers de Marine).

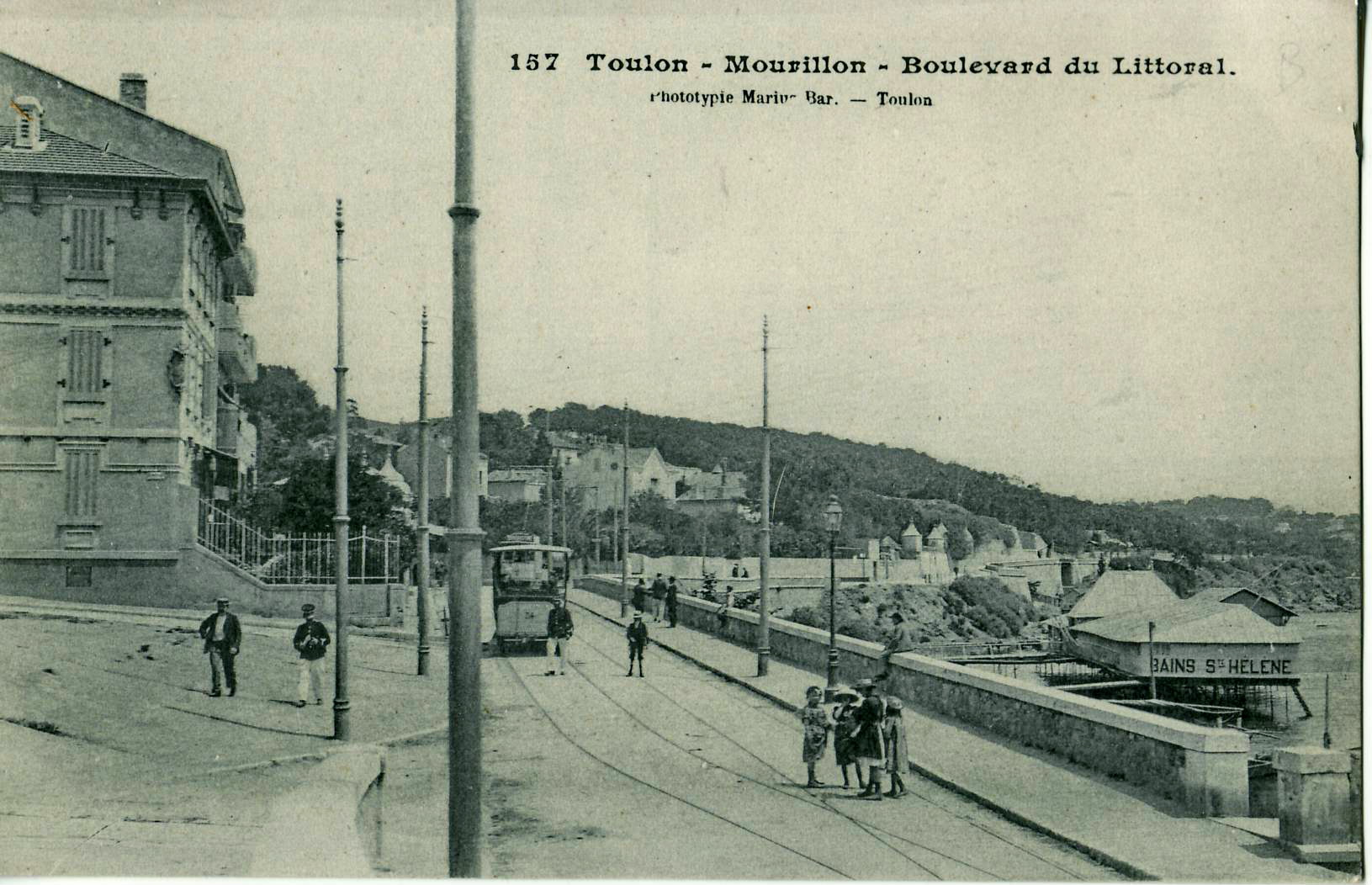
Le Tramway de Toulon au Mourillon (ligne n° 3).

Le tramway entre en service en 1890 pour emmener les Toulonnais vers le rivage de la grande rade, jusqu'à la station Sainte-Hélène, puis vers l'actuel terminus en 1910 après l'élargissement du boulevard du Littoral. Les « bains de mer » Almeras, Sainte-Hélène et La Source accueillent les tout premiers baigneurs. Côté petite rade, ce sont les bains de mer du Polygone. Un dépôt de tramways s'ouvre au-dessus du port-abri Saint-Louis, là où se trouve aujourd'hui la résidence « Côte d'Azur ». Au début du XXe siècle, la jetée de Saint-Louis est réalisée pour protéger le port-abri des vagues de « largade », vent d'est humide, plus rare mais parfois aussi violent que le « mistral » qui, à Toulon, est un vent sec d'ouest ou du nord-ouest. L'activité de plaisance côtière commence à s'ajouter à la pêche locale, mais finira à la fin du XXe siècle par s'y substituer presque complètement.
L'arsenal du Mourillon se spécialise dans la logistique de la flotte sous-marine. C'est du quai des sous-mariniers qu'est parvenu à s'échapper, en désobéissance des ordres reçus du gouvernement de Vichy, le sous-marin Casabianca lors du sabordage de la flotte française à Toulon en 1942. Militarisé, le bord de mer est alors vidé de sa population au profit des occupants allemands et italiens dont les zones d'occupation se rejoignent précisément ici. Des casemates sont installées le long du « quai » (en fait, chemin) Belle-Rive face à la grande rade. En réponse au repli de la 29e flottille de sous-marins allemands du port de La Spezia en Italie au Mourillon en 1943, le bombardement allié de novembre 1943 cible l'arsenal nord du Mourillon qui est rasé, à l'exception d'un long blockhaus de la Kriegsmarine qui abrite aujourd'hui un restaurant de fruits de mer face au port de carénage. Des bombes s'abattent aussi sur des maisons du quartier et notamment sur le cinéma « Comœdia », l'école et la poste de la rue Castel : on dénombre plus de 200 morts.

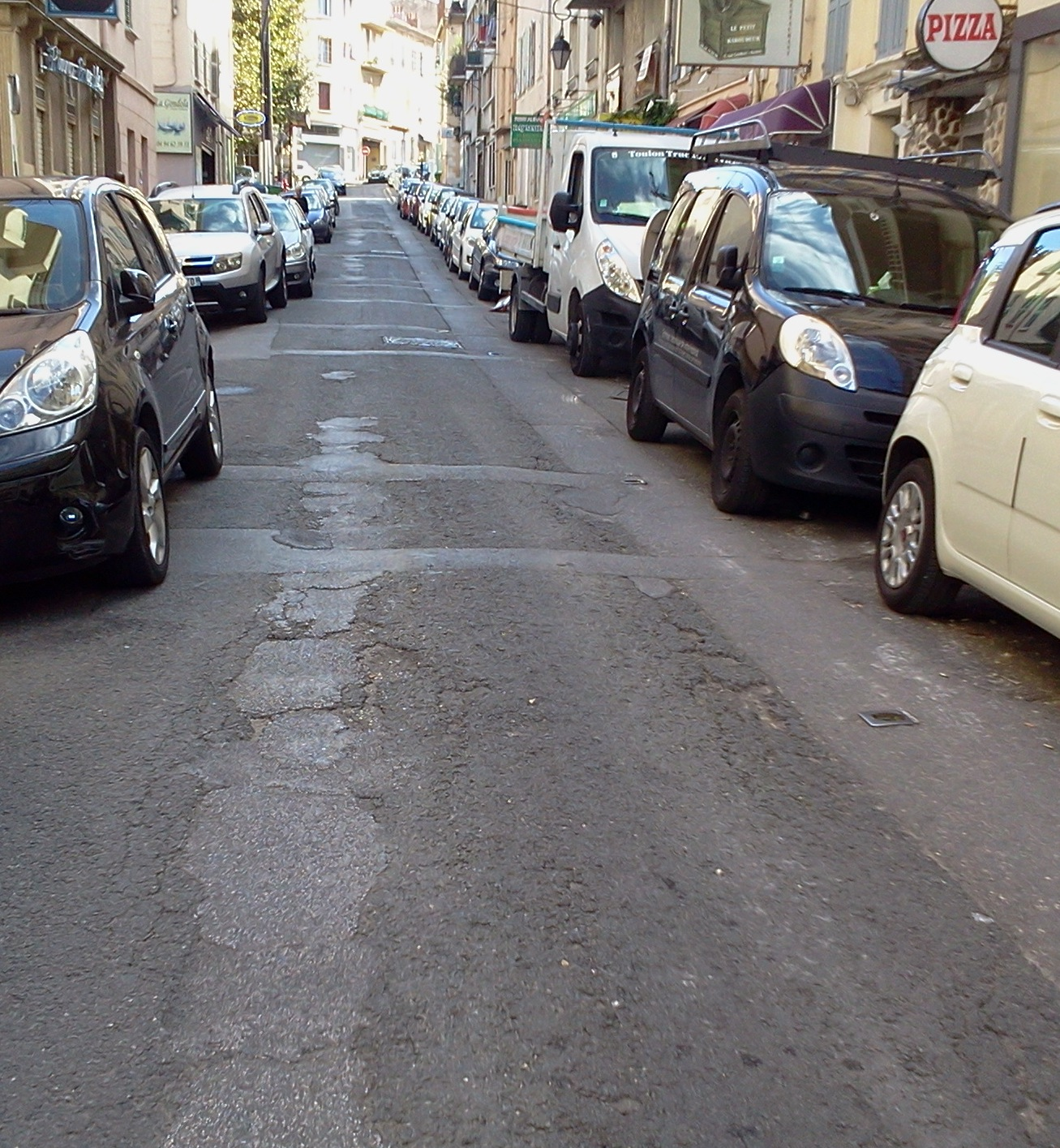
Ancienne rue typique du Mourillon, côté ubac.

Après la guerre, la Marine cède à la ville les terrains ravagés de l'arsenal nord, actuel quartier du Port Marchand. Les bassins d'immersion et le chenal sont comblés durant la reconstruction, et des « HLM Bazeilles » sont construits au début des années 1950. Les activités sous-marines reprennent après la guerre avec l'atelier des torpilles dans l'enceinte de l'arsenal sud du Mourillon. Au début des années 1970, Toulon, ville militaire et industrielle, souhaite se donner un lieu de loisirs et peut-être s'ouvrir au tourisme littoral : au large de la rive sud du Mourillon, face à la grande rade, des digues sont construites, la mer entre elles et la corniche est comblée, puis des plages artificielles sont réalisées entre les digues avec du sable de carrière transporté depuis l'est du Var. Auparavant, il y avait en contrebas de la corniche Frédéric-Mistral des criques de galets (« coudoulières » en provençal) et des prairies de posidonies. Dans les années 1970, l'urbanisation commence à bétonner la côte du Mourillon, mais la « loi littoral » promulguée en 1986 modère cette tendance et évite l'élargissement de la corniche en une route à quatre voies comme ailleurs sur la côte d'Azur.

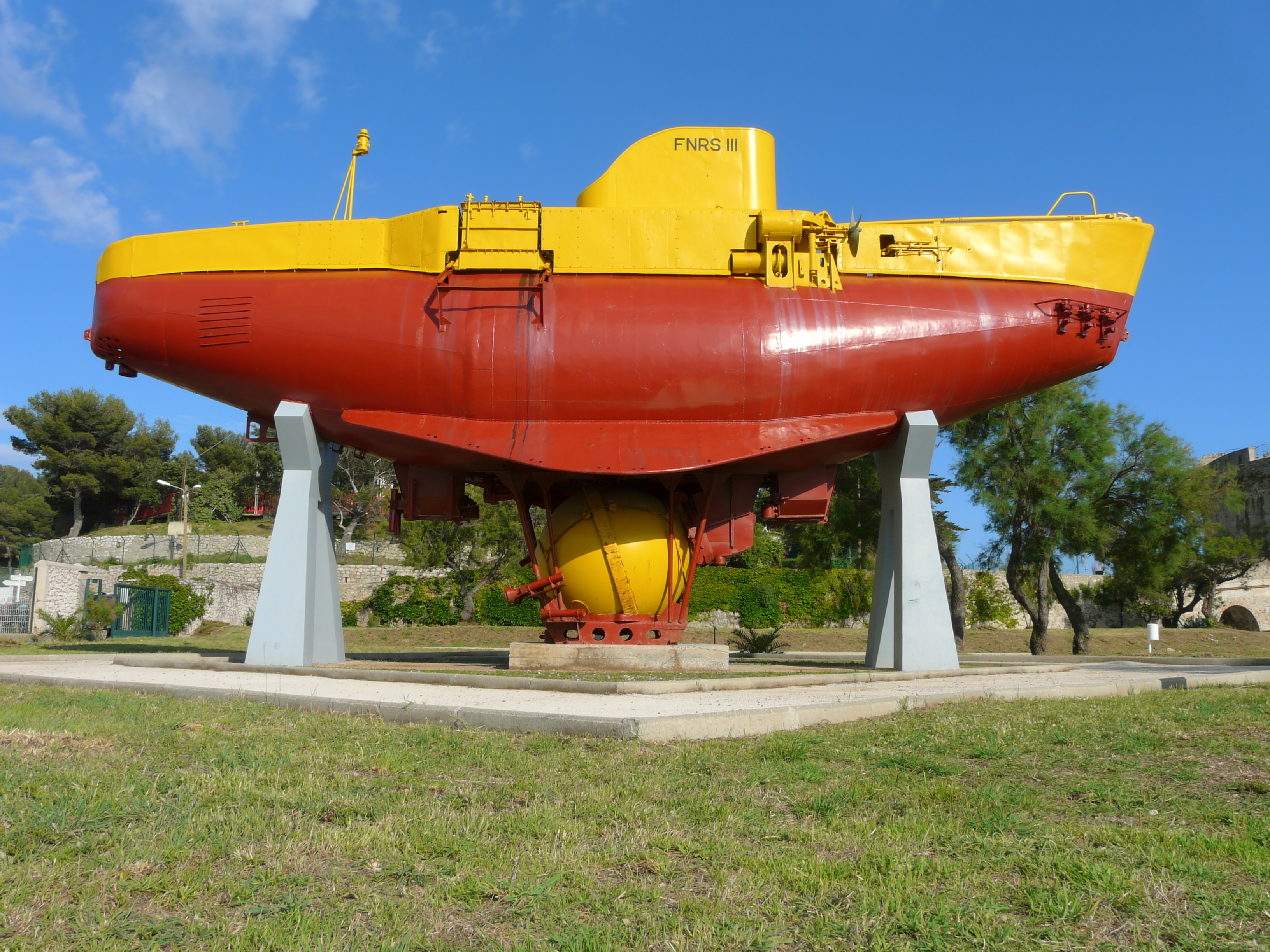
Le bathyscaphe FNRS-3.

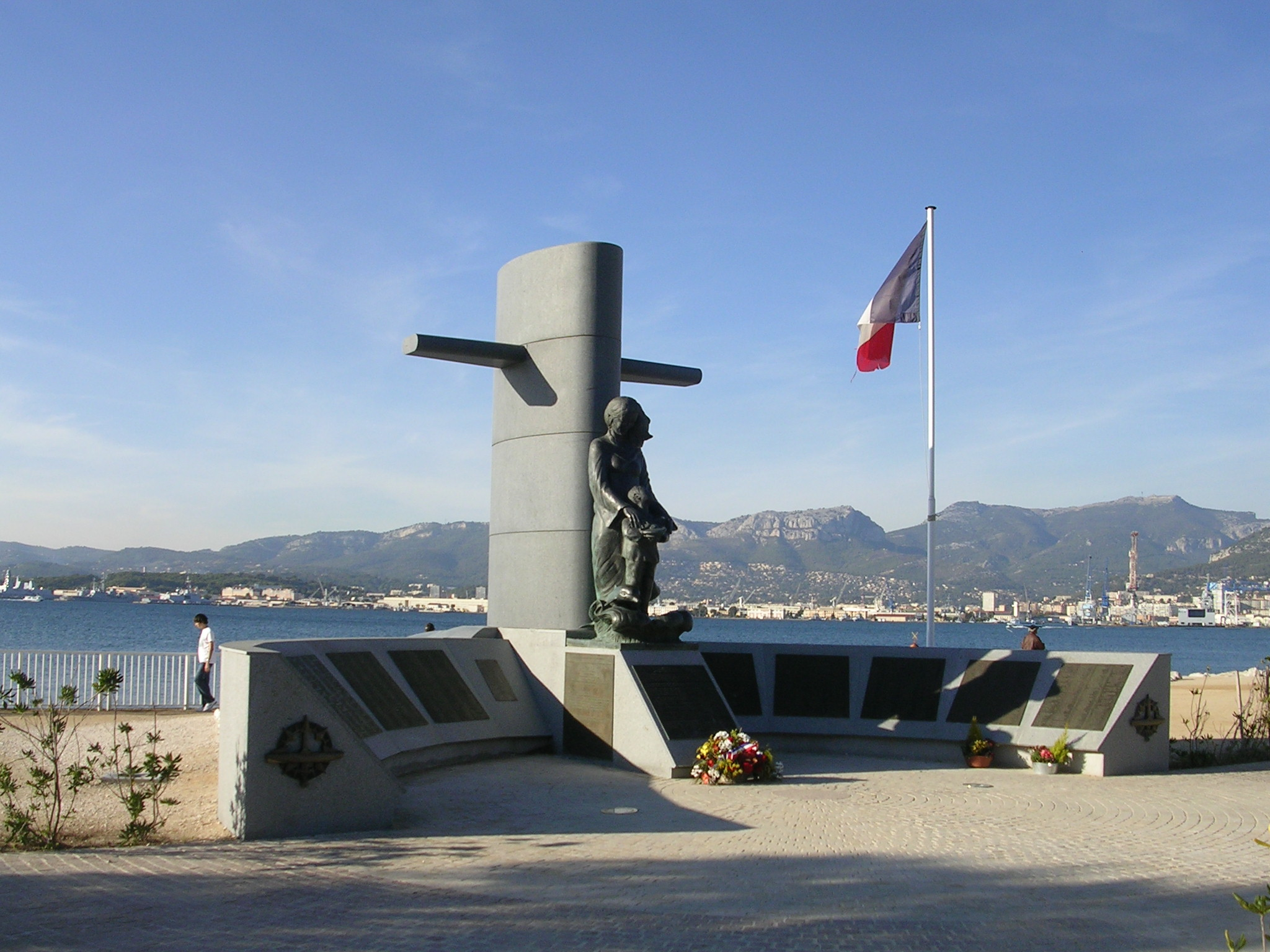
Monument national des Sous-Mariniers morts en service.

## Le Mourillon dans la culture

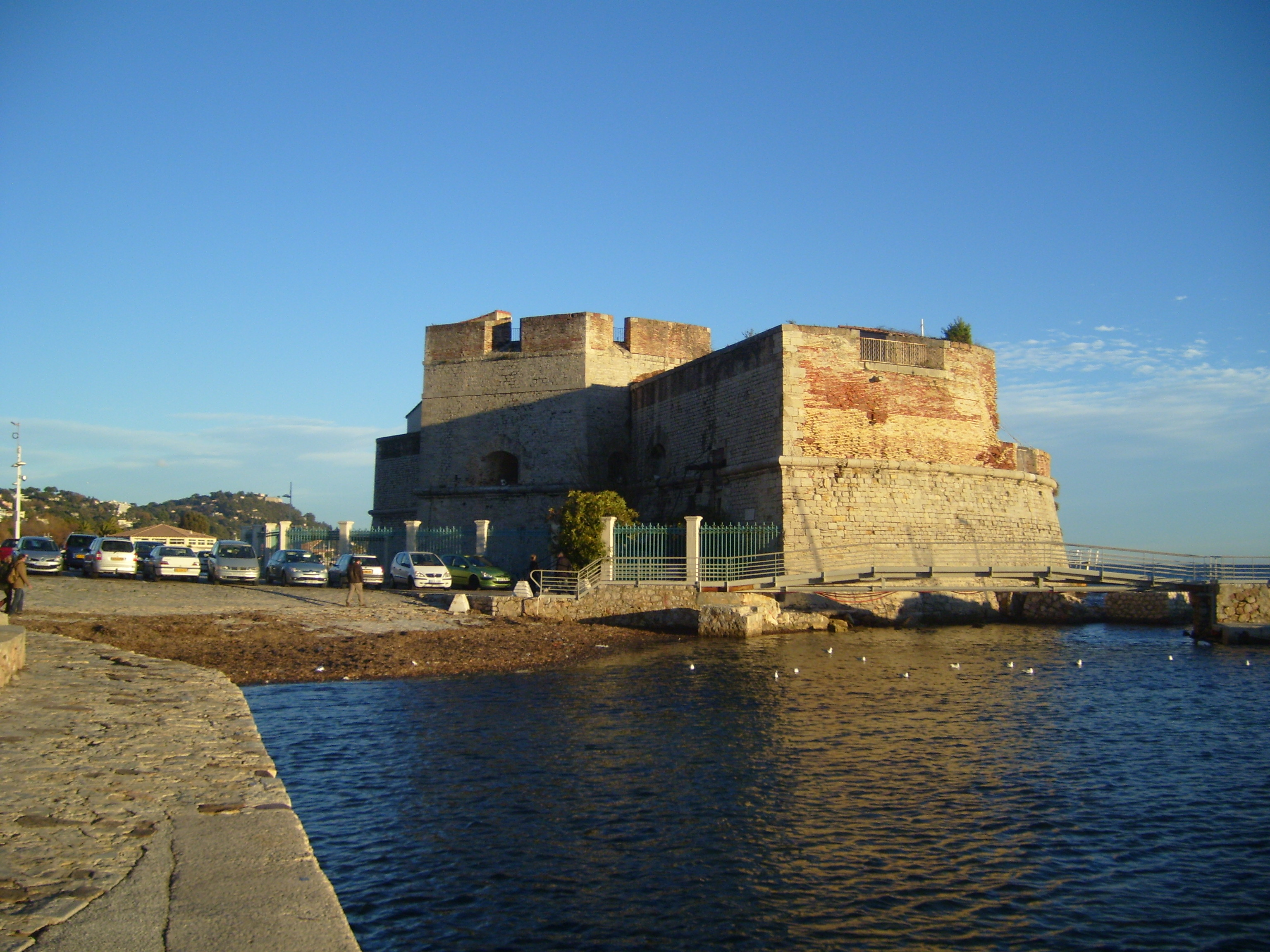
Fort Saint Louis à Toulon

Le Mourillon est souvent présenté comme « un village dans la ville », disposant de lieux et monuments historiques : forts, ports-abris, jardin, églises, maisons d'habitation de styles divers, musée des arts asiatiques, théâtre Comœdia…  Les forts bâtis à partir du XVIe siècle sont la Tour royale ou Grosse Tour, le fort Saint-Louis et le fort Lamalgue qui tient son nom de Margo (« la marge » ou la malgo) désignant les terrains situés sur les hauteurs du Mourillon où poussaient les vignes de La Margo qui firent leur entrée à la cour de Louis XIV (qu'il ne faut pas confondre avec le paronyme Margaux). Des tableaux du XIXe siècle exposés au Musée toulonnais de la Marine et représentant Le Mourillon, montrent, sur la corniche, les pointus à voile latine des pêcheurs, tirés à terre par des treuils à main sur le matelas de posidonies séchées. Les forts du Mourillon sont inscrits monuments historiques mais seule la Tour royale est ouverte au public lors des journées du patrimoine. Dans le jardin attenant se trouvent le bathyscaphe FNRS-3 et le Monument national des Sous-Mariniers morts en service. Dans son livre Le Monde du silence, l'officier de marine Jacques-Yves Cousteau décrit sa toute première plongée sous-marine en apnée au Mourillon, en 1936.
À partir du XIXe siècle, le quartier devient une destination pour des visiteurs comme Claude Farrère, Alexandre Dumas, Gustave Flaubert ou Jules Michelet. Un jardin d'acclimatation, aménagé en 1887, présente des végétaux exotiques ramenés de l'empire colonial français. L'église Saint-Flavien édifiée en 1864 présente un style néo-roman à la mode au XIXe siècle tandis que l'église « Saint Jean Bosco » consacrée en 1965 est exemplaire d'une génération d'édifices religieux témoignant de la conversion des autorités religieuses de cette période au prestige du béton sous l'influence des architectes modernes. Au-dessus du port-abri Saint Louis, se trouve la « villa Verne » ainsi appelée parce qu'elle a appartenu à la bru de Jules Verne, sans que ce dernier n'y soit jamais venu ; elle abrite à présent le musée des arts asiatiques de Toulon. Toutefois, lors de sa rénovation dans les années 1990, le manuscrit d'un roman d'anticipation non-publié de Jules Verne, Paris au XXe siècle, y fut trouvé et fut publié à titre posthume en 1994.
Diverses manifestations festives et culturelles s'y déroulent : concerts, « oursinade », « nuit des pêcheurs », patrouille de France lors du 14 juillet, illuminations du 15 août-fête de la mer, programmation du théâtre Comœdia, expositions du musée des arts asiatiques de Toulon et autres.

## Transports

### Voies ferrés
Le Mourillon est à environ 10/15 minutes avec les lignes 3 ou 23 du Réseau Mistral de la Gare SNCF de Toulon, et à 15 minutes de la Halte ferroviaire de Toulon Ste-Musse avec la ligne 31

### Transports en commun
Le Mourillon est desservi uniquement par les bus du Réseau Mistral :
- Ligne 3 : Mourillon <> Liberté <> Gare <> 4 Chemins des Routes
- Ligne 6 : Terre Promise <> Ripelle (arrêt Circaète)
- Ligne 23 : Espace 3000 (Hyères) <> 4 Saisons (Scolaire) <> Bon Accueil/Fénélon (Scolaire) <> Gare
- Ligne 31 : Artillerie de Marine <> Ste-Claire
- Ligne 33 : (Circulaire) Bazeilles ->  Pelletan -> Fort Lamalgue -> Bon Accueil/Fénélon -> Bazeilles
- Ligne 40 : La Barre <> Super Toulon/Mas du Faron (arrêt Circaète)

## Sports
- Union sportive du Mourillon club de rugby à XV ;
- Cadets 2006/2007 demi-finalistes Teulière B ;
- Cadets 2007/2008 éliminé en 16e de finale Teulière B.